# 出羽元祐
出羽 元祐（いずは もとすけ）は、戦国時代から安土桃山時代にかけての武将。石見国邑智郡出羽郷の二ツ山城を本拠とした国人・出羽氏の当主で、大内氏、毛利氏の家臣。毛利元就の六男である出羽元倶を養子とした。

## 生涯
石見国邑智郡出羽郷の二ツ山城を本拠とする国人・出羽祐盛の子として生まれる。
天文13年（1544年）1月24日、毛利隆元の加冠により元服し、「元」の偏諱を与えられて元祐と名乗った。
天文18年（1549年）4月22日、大内義隆より出羽氏の家督相続を認められる。
天文20年（1551年）9月1日、大寧寺の変で大内義隆が陶晴賢に討たれると毛利氏へ属した。
天文23年（1554年）10月、安芸国黒瀬で陶方の兵が蜂起したため福間堯明らと共に出陣。福間堯明が戦死し、元祐の家臣数人も死傷するなど苦戦したが、勝利を収めた。
天文24年（1555年）10月1日の厳島の戦いにも参陣。
弘治年間に安芸国佐東郡内の50貫と賀茂郡東西条の100貫を与えられ、永禄3年（1560年）には石見国邑智郡の高見村70貫と山南55貫を与えられた。
永禄5年（1562年）、出羽氏などの毛利氏に属する石見の国人と敵対していた本城常光が毛利氏に服属する際、元就は出羽氏が毛利氏に対して疑心を抱かないように、予め渡辺就国を使者として元祐のもとに派遣して本城常光の降伏についての了承を求めている。元祐が了承すると、元就は隆元と連署して出羽氏に長久に渡り疎略無きことを誓う起請文を元祐に送っている。
永禄7年（1564年）に元就から石見国邑智郡矢上500貫を与えている。
また、当時は嗣子がいなかったため、毛利元就の六男である元倶を養子として迎えた。
しかし、元亀2年（1571年）8月10日に元倶が17歳で死去したため、実子の宮徳丸（後の出羽元勝）が後を継ぐこととなるが、元倶の死が元就死去の僅か2ヶ月後の事であったため、毛利氏から要らぬ誤解を受けることを恐れた元祐は毛利輝元に起請文を書き、毛利氏に改めて忠誠を誓った。
元亀3年（1572年）閏1月13日、輝元は前年の元祐の起請文の返書として、「出羽氏の家督の事は元就存命時に元倶と定められていたが、夭折は仕方がない。今回宮徳丸が後継となる事については吉川元春と小早川隆景が相談して申し入れたものであるので、今後特別にの尽力にあずかるべきことは本望の至りであり、いささかの疎意も無い。御心中の趣を起請文で承り、元祐の御懇意は祝着の至りである。よってますます長久に承りたい」という旨の書状を送り、毛利氏と出羽氏の間の関係を強固にした。
文禄3年（1594年）10月2日、輝元から「下野守」の受領名を与えられた。
慶長6年（1601年）6月30日に死去。享年は八十余だったという。